# John-Laffnie de Jager
John-Laffnie de Jager (* 17. März 1973 in Johannesburg) ist ein ehemaliger südafrikanischer Tennisspieler.

## Karriere
De Jager gewann an der Seite von Karim Alami den Juniorenwettbewerb der US Open 1991 und wurde im darauf folgenden Jahr Tennisprofi. Er spielte einige Partien auf der ATP Challenger Tour und konnte sich für Wimbledon qualifizieren, wo er im Erstrundenspiel Richard Krajicek unterlag. In der Folge konzentrierte er sich komplett auf das Doppel und konnte die zusammen mit Byron Talbot in Madeira sowie mit Christo van Rensburg in Jerusalem noch im selben Jahr seine ersten beiden Challengerturniere gewinnen. 1992 gewann er mit dem Kremlin Cup sein erstes Doppelturnier auf der ATP World Tour. Insgesamt konnte er mit wechselnden Partnern sieben Turniere gewinnen. Weitere zwölf Mal stand er in einem Finale, darunter 1999 beim Weissenhofturnier in Stuttgart. Unter anderen erreichte er 1998 das Finale der Gerry Weber Open an der Seite von Marc-Kevin Goellner. Seine höchste Notierung in der Tennisweltrangliste erreichte er 1992 mit Position 313 im Einzel sowie 2000 mit Position 11 im Doppel.
Sein bestes Einzelergebnis bei einem Grand-Slam-Turnier war die Qualifikation für die erste Runde von Wimbledon. In der Doppelkonkurrenz erreichte er die Halbfinale der Australian Open, von Wimbledon und der US Open. Dabei hatte er jeweils einen anderen Partner, dies waren die Südafrikaner Marcos Ondruska (Australian Open 1993), Robbie Koenig (US Open 1998), sowie David Adams (Wimbledon 2000). Zudem stand er zwei Mal im Mixedfinale, 1995 an der Seite von Jill Hetherington bei den French Open sowie 1997 mit Larisa Neiland bei den Australian Open.
De Jager spielte zwischen 1999 und 2002 sechs Doppelpartien für die südafrikanische Davis-Cup-Mannschaft, von denen er fünf gewann. Bei den Olympischen Sommerspielen 2000 trat er für Südafrika an und erreichte an der Seite von David Adams das Halbfinale. Dort unterlagen sie den späteren Goldmedaillengewinnern Sébastien Lareau und Daniel Nestor aus Kanada.
Nach seinem Rücktritt vom Profisport wurde de Jager Teamchef der südafrikanischen Davis-Cup-Mannschaft. Er bekleidete das Amt von 2006 bis Januar 2015.

## Erfolge
| Legende (Anzahl der Siege)        |
| Grand Slam                        |
| Tennis Masters Cup                |
| ATP Masters Series                |
| ATP International Series Gold (3) |
| ATP International Series (4)      |
| ATP Challenger Series (7)         |

| Titel nach Belag |
| Hartplatz (3)    |
| Sand (1)         |
| Rasen (0)        |
| Teppich (3)      |

### Doppel

#### Turniersiege

##### ATP Tour
| Nr. | Datum             | Turnier       | Belag         | Partner        | Finalgegner                         | Ergebnis         |
| --- | ----------------- | ------------- | ------------- | -------------- | ----------------------------------- | ---------------- |
| 1.  | 15. November 1992 | Moskau        | Teppich (i)   | Marius Barnard | David Adams Andrei Olchowski        | 6:4, 3:6, 7:6    |
| 2.  | 16. Oktober 1994  | Tel Aviv      | Hartplatz     | Lan Bale       | Jan Apell Jonas Björkman            | 6:7, 6:2. 7:6    |
| 3.  | 8. Oktober 1995   | Toulouse      | Hartplatz (i) | Jonas Björkman | Dave Randall Greg Van Emburgh       | 7:6, 7:6         |
| 4.  | 21. Februar 1999  | Rotterdam (1) | Teppich (i)   | David Adams    | Neil Broad Peter Tramacchi          | 6:7, 6:3, 6:4    |
| 5.  | 20. Februar 2000  | Rotterdam (2) | Teppich (i)   | David Adams    | Tim Henman Jewgeni Kafelnikow       | 5:7, 6:2, 6:3    |
| 6.  | 27. Februar 2000  | London        | Hartplatz (i) | David Adams    | Jan-Michael Gambill Scott Humphries | 6:3, 6:77, 7:611 |
| 7.  | 7. Mai 2000       | München       | Sand          | David Adams    | Maks Mirny Nenad Zimonjić           | 6:4, 6:4         |

##### Challenger Tour
| Nr. | Datum              | Turnier    | Belag     | Partner              | Finalgegner                      | Ergebnis      |
| --- | ------------------ | ---------- | --------- | -------------------- | -------------------------------- | ------------- |
| 1.  | 22. September 1991 | Madeira    | Hartplatz | Byron Talbot         | Byron Black T. J. Middleton      | 2:6, 7:6, 6:4 |
| 2.  | 6. Oktober 1991    | Jerusalem  | Hartplatz | Christo van Rensburg | Nduka Odizor Bryan Shelton       | 6:2, 6:4      |
| 3.  | 7. Juni 1992       | Turin      | Sand      | Byron Black          | T. J. Middleton Ted Scherman     | 6:4, 6:2      |
| 4.  | 12. Oktober 1997   | Sedona     | Hartplatz | Robbie Koenig        | Adam Peterson Eric Taino         | 6:2, 6:2      |
| 5.  | 2. November 1997   | Aachen     | Hartplatz | Chris Haggard        | Dave Randall Jack Waite          | 3:6, 6:1, 7:6 |
| 6.  | 9. November 1997   | Neumünster | Teppich   | Chris Haggard        | Lars Burgsmüller Markus Hantschk | 6:3, 6:1      |
| 7.  | 5. August 2001     | Lexington  | Hartplatz | Robbie Koenig        | Paul Kilderry Jack Waite         | 7:61, 7:5     |

#### Finalteilnahmen
| Nr. | Datum              | Turnier    | Belag         | Partner             | Finalgegner                       | Ergebnis        |
| --- | ------------------ | ---------- | ------------- | ------------------- | --------------------------------- | --------------- |
| 1.  | 24. Oktober 1993   | Lyon (1)   | Teppich (i)   | Stefan Kruger       | Gary Muller Danie Visser          | 3:6, 6:7        |
| 2.  | 2. Oktober 1994    | Base       | Hartplatz (i) | Lan Bale            | Patrick McEnroe Jared Palmer      | 3:6, 6:7        |
| 3.  | 22. Oktober 1995   | Lyon (2)   | Teppich (i)   | Wayne Ferreira      | Jakob Hlasek Jewgeni Kafelnikow   | 3:6, 3:6        |
| 4.  | 14. Juni 1998      | Halle      | Rasen         | Marc-Kevin Goellner | Ellis Ferreira Rick Leach         | 6:4, 4:6, 6:7   |
| 5.  | 18. Oktober 1998   | Wien       | Teppich (i)   | David Adams         | Jewgeni Kafelnikow Daniel Vacek   | 5:7, 3:6        |
| 6.  | 14. Februar 1999   | Dubai      | Hartplatz     | David Adams         | Wayne Black Sandon Stolle         | 6:4, 1:6, 4:6   |
| 7.  | 16. Mai 1999       | Rom        | Sand          | David Adams         | Ellis Ferreira Rick Leach         | 7:6, 1:6, 2:6   |
| 8.  | 22. August 1999    | Washington | Hartplatz     | David Adams         | Justin Gimelstob Sébastien Lareau | 5:7, 7:62, 3:6  |
| 9.  | 3. Oktober 1999    | Toulouse   | Hartplatz (i) | David Adams         | Olivier Delaître Jeff Tarango     | 3:6, 6:72, 4:6  |
| 10. | 31. Oktober 1999   | Stuttgart  | Hartplatz (i) | David Adams         | Byron Black Jonas Björkman        | 7:66, 6:72, 0:6 |
| 11. | 23. September 2001 | Shanghai   | Hartplatz     | Robbie Koenig       | Byron Black Thomas Shimada        | 2:6, 6:3, 5:7   |
| 12. | 3. März 2002       | San José   | Hartplatz (i) | Robbie Koenig       | Wayne Black Kevin Ullyett         | 3:6, 6:4, 5:10  |